# イネス (小惑星)
イネス (1658 Innes) は小惑星帯に位置する小惑星。南アフリカ、ヨハネスブルグのユニオン天文台でジェイコブス・ブルワーが発見した。
南アフリカの天文学者、ロバート・イネス（Robert Thorburn Ayton Innes, 1861年 - 1933年）に因んで命名された。